# 巨乳ファンタジー4
『巨乳ファンタジー4 -修道士アストル-』（きょにゅうファンタジー4 しゅうどうしアストル）とは、2021年5月28日にWaffleから発売されたアダルトゲームであり、巨乳シリーズのナンバリング作品第4弾である。
本作では『巨乳ファンタジー外伝2 after』でも登場していた「東方十字教」を国教とする東欧の国「リトヴィア王国」を舞台にストーリーが展開される。
世界観は『3if』の時系列に連なっており、主人公ユリナスは東方十字教の聖人ユリナスとして崇拝されている他、『3』『3if』に登場したヒロインの子孫や物語の舞台だった都市ドロニウムの遺跡、『3if』当時の出来事が伝説として伝えられているなど前作との強いつながりが描かれている。
また、本作は『1』の400年前という設定であり、エルフや妖精などの他種族も登場する。

## あらすじ
東方十字教会を国教とするリトヴィア王国では、異民族であるミノタウロス族の侵入と略奪に苦しめられており、また同じ神を信仰するも宗派の異なる聖十字教会を掲げる隣国アルメキアからの圧迫にも悩まされていた。
十字軍から帰還したアストルは主君の死により叙任されず、失意のまま修道士となったベレンシュ修道院で漫然と日々を過ごしていたが、院長のヒンカスと副院長のスコバコの名前を間違えたせいで激怒され修道院から追放されてしまう。
そんなある日近郊のビスカ村から修道院に村の周辺にキュクロプスが出現したとの一報が届けられ、アストルは事態の収拾を図るべくビスカ村へと向かう。

## 登場人物（4）

### 主人公
アストル
本作の主人公で、ベレンシュ修道院にて修道士をしている。もとは立身出世を夢見て十字軍に従士として参戦していたが、主君が戦死してしまい失意のうちに帰還するも故郷の村が疫病で全滅していたことで天涯孤独の身となり、ベレンシュ修道院に入門して修道士となった経緯を持つ。
十字軍として実戦に加わった経験があるためか非常に肝っ玉が太く頭も回る。必要とあれば荒事も躊躇はせず、ミノタウロス族との交渉に赴くことになった際は報酬を出し渋るヒンカスとスコバコに対し短刀を持ち出して恫喝してみせる一幕も。
一方修道院の日課に寝坊して遅刻するなどお世辞にも生活態度が良いとは言えないものの東方十字教に対する帰依心は強く、特に聖人とされているユリナスのことは篤く信仰しており、物語中でも頻繁に祈りを捧げている。

### ヒロイン
リーゼル
声：まのめるか
ベレンシュ修道院管区ビスカ村の村長の娘。
村でも評判の巨乳美人で、本人は『3』に登場したヒロインのコンスタンティアの血を引くと自称しており、終盤ある意外な理由から事実であることが証明されることとなる。身分が上の者であっても物おじしない。
アストルとは村の周囲にキュクロプスが出現する騒ぎが起こった際に邂逅している。井戸にはまって身動きが取れなかったキュクロプスの子供を救い、見事騒動を解決してみせたアストルに惚れてしまう。
イシュトヴィア
声：風花ましろ
リガ女子修道院の院長。
リガ修道院はベレンシュ修道院の所在するセルギア州の基幹修道院であるため、院長の彼女は州内の修道院の院長人事などに対する決裁権を持ち、同時にセルギア州長官補佐も兼任している。
性格は基本的に真面目で融通が利かないが、同じ修道院の修道女に対しては年頃の女性らしい茶目っ気のある姿を見せることも。
実は陥没乳首であり、その乳首が性的に敏感なところである。
ベロニカ
声：琴吹司
セルギア州で活動する商人。
3年前に亡くなった夫の商売を引き継ぐ形で、様々な地域を渡り歩いたためか周辺地域の情勢にも詳しく、リトヴィア王宮にも出入りできるなど実質的な渉外担当としての一面も持つ。
商人らしく計算高く謎めいた性格だがその一方で夫をなくした寂しさにも苛まれており、気に入った相手に対しては愛情深い母性的な一面も見せる。
アストルとはダンディル伯爵の館前で初めて出会い、その時はすぐに別れたものの、直後に刺客に襲われ命を落としかけたアストルを部下とともに救出する。
当初こそ利用価値のある人間の一人といった打算的な考えで接していたものの、王都まで戻る途中でミノタウロス族の襲撃を受け危機一髪のところで今度はアストルに命を救われ、すっかり惚れ込んでしまった。
セレスティア
声：御苑生メイ
リトヴィア王国の女王を務めるエルフ。
リトヴィア王国は年々強まるミノタウロス族の脅威と隣国アルメキアからの圧迫に悩まされており、その対応を巡って家臣らの対立が鮮明化しつつあるため対応に苦慮している。
リトヴィア王家は伝統的にエルフの女系一族による統治が行われてきたが、エルフは運命の人と出会うとその事がわかるとされており彼女の運命の人は未だに見つかっていない。
そのため周辺諸国にまで美人と評判が知れ渡っているにもかかわらず未だに未婚で、アルメキア国王からも求婚を受けているが冷たくあしらっている。
グネヴィア
声：南十字いっせい
ミノタウロス族が住まう迷宮の森に縄張りを持つダークエルフ族の族長。
ミノタウロス族とは協力関係を築いており、特に周辺に住まう3部族の頭目とは子供の頃からの友人。
現在は一族の存続のためアルメキアと手を組み、リトヴィア王国への工作活動を行っている。
一方ダークエルフもエルフ同様運命の相手に出会うとそれがわかるとされているが、未だにその相手には出会えておらず、良い伴侶に出会って結ばれることを夢見ている。

### サブキャラクター
ヒンカス
ベレンシュ修道院院長。
貧相な見た目の老人で、剃髪をしている。名前を「チンカス」と間違われると我を忘れて激怒する。
副院長のスコバコとはリガ女子修道院がある地域周辺で名の知れた悪ガキ仲間で、昔金欲しさにミノタウロス族の神殿に忍び込んだ挙げ句神殿内に脱糞するという狼藉を働いたことがある。
院長の権限を利用して部屋に娼婦を連れ込んだ挙げ句、修道院の金を使い込んで周囲に借金を作るなど素行は良くない。
食事を運んできたアストルに名前を間違えられて癇癪を起こし一度は追放を宣告するが、ビスカ村でのキュクロプス騒動を受けて助力を請いに来たオルサグ村長に対し協力を渋り押し問答になる。
村人からの非難をかわすべく渋々アストルを呼び戻し面倒事を押し付け、彼が村の問題を解決して帰還すると難癖を付けたスコバコに便乗してまたしてもアストルを追放する。だが、その矢先今度は女王直々の通達でザメクの町からの防衛戦力の援助を打ち切られてしまい、更にはビスカ村をミノタウロス族が襲撃するという緊急事態も発生。アストルを追放してしまったことが仇となり、激昂した村人に詰め寄られてしまう。
不承不承ながらまたしてもアストルを呼び戻すが、今度はミノタウロス族と和平交渉をすることを提言したアストルに対しまたしても癇癪を起こし3度目の追放を宣告。これがビスカ村住人の逆鱗に触れ、殺到してきた村人にスコバコ共々叩き出されてしまう。
その後はイシュトヴィアに泣きつきアストルを追い出させて再び修道院長になるが、今度はリガ女子修道院を襲撃したヴァルリンゲンが探していた因縁の相手だったことが発覚する。和議のためにスコバコとともに連行され、キツい制裁を食らって放り出される。そのまま行く宛もなくさまよっていたところ、投げた石がキュクロプスの子供に命中してしまい、激昂したキュクロプスに殴り飛ばされる。
スコバコ
ベレンシュ修道院副院長。名前を「ズコバコ」と間違われると激昂する。
肥満体をしており、剃髪はしていない。ヒンカスは悪ガキ仲間で、現在の地位はヒンカスともども莫大な持参金を持ち込んで手に入れた。
東方十字教の修道院では基本的に肉食を行わず清貧を貫くのが掟だが、副院長の権限を利用して毎日肉を食べるなど素行は良くない。
借金で首が回らなくなってきたため、食費を浮かせるために厄介者のアストルを追放する。だが、そのたびに自分たちの手に負えない事態が発生して呼び戻してきたため、三度目の追放宣告に激怒したビスカ村住人が強訴に殺到し、ヒンカス共々修道院から叩き出される。 その後はヒンカスに便乗して自身も副院長に復帰するが、過去の狼藉からヴァルリンゲンの制裁を食らったうえでまたしても放逐される。最後はヒンカスと共にキュクロプスに殴り飛ばされ行方不明となった。
オムル修道士
ベレンシュ修道院最年長の老修道士。ヒンカス、スコバコとは違い真面目に東方十字教の教えを守り信仰を守っている。
度々朝課に遅刻してくるアストルに対しても罵倒する他の修道士を諌めつつ諭すなど冷静な人格者で、ベレンシュ修道院の修道士をまとめる事実上の長老となっている。
ヒンカスとスコバコが修道院を追い出されたあとはアストルの提案で副院長となり、院長に就任したアストルを年長者として実務面で補佐する。
ミノタウロス族との問題を解决すべく度々修道院を離れるアストルに代わり修道院の実質的な運営を取り仕切っていた。自身の活躍が知れ渡るにつれて次第に聖職者の本懐から離れてゆくことに葛藤していたアストルに対し「修道士だけが人の生きる道ではない」と説き、立身出世の道へと進んでゆくアストルの背中を押した。
オルサグ
ビスカ村村長でリーゼルの父。
村周辺にキュクロプスが出現したため対処を頼みにザメク城を訪れたがバロシュににべもなく断られてしまい、藁にもすがる思いでベレンシュ修道院に向かう。
協力を渋るヒンカス、スコバコと押し問答になるもオムルの取りなしでアストルが向かってくれることとなり、彼の活躍で無事キュクロプスは退散した。
その後ミノタウロス族の襲撃に際し再びアストルに助けられて恩義を感じる。
暗殺者A・B・C

三人組の暗殺者で、左肩に射抜かれたハートのマーキングがあり、それぞれ肩に描かれているハートマークの数や全体の色合いが異なる。紫がA、青がB、橙色がC。
シリーズ過去作品に登場した暗殺者三人組と同様間抜けな性格だが、意外にも俊敏で戦闘能力は高く、三人での連携プレーで戦う。
食い扶持を稼ぐべく任官先を求めてザメク城に赴くも採用されず、途方に暮れていたところでベレンシュ修道院に立ち寄り、一晩の宿を借りたところでアストルに遭遇する。恩義からミノタウロス族が襲撃を企てているとの情報をもたらす。
その後迷宮の森で道に迷っていたところでアストルと再会。折しもミノタウロス族の襲撃騒動で即戦力が求められていたことから、そのままベレンシュ修道院の防衛隊員に任命される。
一連の騒動が解決したあとはそのままアストルの身辺警護役として活動。終盤のアルメキア戦にも参戦して活躍した。
バロシュ
ザメクの町周辺を治める地方城主。酒好きで豪快な性格。
周辺地域では希少な訓練された兵力を有しているということもあり、管区外の村からも助力を請われることもあるが、度重なるミノタウロス族の襲撃によって兵士は疲弊し財政状況も厳しいとあって冷たくあしらっている。
そんな折ビスカ村に現れたミノタウロス族に対処すべく、彼らが扱う魔術のことについて訪ねに来たアストルと邂逅。
命がけでビスカ村の住人を救おうとする男気に感心し、麾下の兵2名を派遣。見事事態を解決に導いてみせただけでなくミノタウロス族との間に和議を結んでみせたアストルに感服し以後は彼の有力な後援者となる。
ダンディル伯爵
セルギア州長官を務める貴族。
昼寝好きのぐうたらな性格で、やたらと前髪の決まり具合を気にする一方、その裏には鋭い勘と洞察力を兼ね備えた切れ者。
ドラガンの指示でミノタウロス族とアルメキアが結託しているという情報の裏を取るべく活動しており、その過程でミノタウロス族と和議を取り付けたアストルの存在を聞きつけ、イシュトヴィアからの推薦を受け入れて自身の下へ招聘。ミノタウロス族とアルメキアとの関係を探らせる一方で和平交渉の任にも当たらせる。
チャランボラン
ダンディル伯爵の書記で、セルギア州の主教も兼任している。頭頂部だけ禿げ上がった異様な風体の中年の男。名前を「チャランポラン」と間違われると烈火のように怒る。
卑猥な冗談やセクハラ発言を無自覚に口に出すなど下品で無神経な性格をしている。好色で複数の妾がいるほか、あるルートではリーゼルを手篭めにしようとまでした。
デフレンの息が掛かったスパイであり、平和税導入の妨げとなるアストルの抹殺を命じられ、刺客を送って殺害しようとするも失敗。更にヴァルリンゲンと裏で通じて農民を殺害させ、接収の名目で農地を収奪した挙げ句一部を横領していた事実をダンディル伯爵に掴まれる。さらに、協力関係にあったヴァルリンゲンに見限られてアストルを暗殺しようとした事実を暴露されてしまう。最後はすべての事実が明るみに出たことで進退窮まり、機密保持のために服毒自殺を遂げた。
ナルシオス
リトヴィア王室親衛隊隊員。種族はエルフ。
非常にプライドが高く、親衛隊員としての地位に強い誇りを持っている。一方で短気で喧嘩っ早く、自身に対して反抗的な態度を見せる相手にはすぐに激昂して食って掛かってしまう悪癖がある。
物語冒頭で上司のラスローと共にミノタウロス族大族長ザルバハムの下に和平のための使者として送られるが、ザルバハムの舐め腐った態度に激怒して剣を抜きかけ一触即発の事態を招いてしまう。
ラスローの機転で難を逃れたものの、その喧嘩っ早さで要らぬトラブルを招きかねなかったためその場でラスローから親衛隊員からの除名を通告され、ダンディル伯爵の護衛として左遷される。
その後は不満を燻ぶらせつつもダンディル伯爵のもとで護衛の任を果たしていたが、ヒンカスとスコバコの訴えを受けたイシュトヴィアの護衛としてベレンシュ修道院に向かった際アストルと邂逅する。
当初は戦地帰りのアストルを侮っていたが、リガ修道院襲撃事件の際に思いがけず助力を請うこととなる。そして、人質解放の条件としてヒンカスとスコバコを連れてくることを要求された際は、アストルの求めに応じて両名の捕縛に協力する。
ラスロー
リトヴィア王室親衛隊隊長を務めるエルフ族の男。国内でも屈指の剣の使い手。
激しやすいナルシオスに対し冷静で理知的な性格。ピシュボクの意を汲んだセレスティアからの勅命でザルバハムの許へ和平交渉に赴くも、端からまともに交渉に応じる気がないことを悟り、ナルシオスが激怒して剣を抜きかけたのを見て即座に撤収。彼に親衛隊からの追放と左遷を通告する。とはいえ手ずから紹介状を書いたりなど何かと気にかけていた様子。
その後アストルが王宮でセレスティアに謁見した際、権威付けによってミノタウロス族との交渉を円滑化することをセレスティアに提案。
セレスティアからの勅命をアストルに伝え、彼にミノタウロス族との交渉を行う全権大使の任を与えた。
ピシュボク大修道院長
国内の修道会を管轄する大修道院の院長。総主教のドラガンがどちらかというと国務卿としての性質が強いため、実質的に国内の東方十字教会のトップも務めている。
物腰穏やかな人格者で、国内の修道士からも猊下の尊称で呼ばれ尊敬を集めている。宗教的思想に関しても寛容で、ミノタウロス族のユリナス信仰に対しても頭ごなしに否定はしなかった。また天涯孤独の身だったイシュトヴィアの名付け親であり、彼女からは実の父親のように敬愛されている。
3人の政治顧問官の1人で、ミノタウロス族に対しては和議を介して平和的解决を図るべきだとの見解を持っている。
その一環としてザルバハムの下にラスローとナルシオスを使者として送るも不調に終わる。失意の中、アストルがミノタウロス族と友好を結んだ話を耳にし、対話で解決できることを改めて確信。王都までやってきたアストルと面会し、彼に和平の望みを託す。
ドラガン卿
東方十字教会総主教兼国務卿を務める官僚で、3名の政治顧問官の1人。総主教だが国務卿でもあるため、僧籍ではなく俗人。
ただ金銭を差し出すだけではミノタウロス族が増長するだけであることを理解しているため、ミノタウロス族に対しては武力制圧を唱え、隣国アルメキアとの共同作戦を企図している。そのため平和税を導入させようとしているデフレンとは激しく反目しあっている。
武力に依らず解決できるならそれで良しと考えてはいるものの、ミノタウロス族との和平に対しては懐疑的な目を向けており、平和的解决にこだわるピシュボクとも対立している。
その不可能とも思えたミノタウロス族との和平交渉を成功させたアストルに対してはデフレンほど激しく排斥しようとはしなかったものの、自陣営への取り込み工作が失敗すると距離をとって静観する態度を取る。
デフレン卿
財務卿を務める官僚で、3人の政治顧問官の一人。貴族の出であり、軍門のトップであるドラガンとは反目しあっている。
ミノタウロス族の侵攻に関しては武力による解决はもはや不可能として金で解決することを考えており、そのことを盾に平和税の導入を目指している。そのため金に依らずミノタウロス族との平和的共存の可能性を見出したアストルに対しては一際強い敵意を向け、 チャランボランに命じて殺害させようとするなど手段を問わず排斥しようとする。
ギルディンゲン
迷宮の森に根城を築くミノタウロス族の一部族の首領で、一族の者を率いてベレンシュ修道院周辺地域で略奪を繰り返している。
他の同族以上の屈強な肉体といかつい風貌が特徴。またミノタウロス族の中では例外的に教養があり文字の読み書きができる他、限定的だが魔術を操ることもできる。
本作のミノタウロス族は『3if』の時代にユリナスが掛けた「一度立てた誓いを反故にすると男根や巨乳を失ってしまう」という呪いが残っているため非常に義理堅い性格で、アジュラ、ファルネリアと同時にユリナスも恐れられながらも強く信仰されている。
特にギルディンゲン一族は『3if』の舞台となったドロニウムの都市遺構をそのまま住処としており、近郊には世界で初めて作られたオリジナルのユリナスの神殿が当時のまま現存しているためそのことを強く誇りに思っている。
人間に対しては容赦なく略奪を働く一方先述の通りユリナスを強く信仰しており、同じように自身の信仰に理解を示す者には人間であれ誠意を持って接する。
ボルディンという名の息子がおり溺愛している。
ビスカ村に襲撃に向かった折、事態収拾に向かったアストルと遭遇。得意の魔術で翻弄しようとするも、ザメク城兵の証言から魔術の秘密を看破したアストルが対抗魔術を使って応戦。魔法で素っ裸にされてしまい屈辱的な敗北を喫してしまい引き上げる。
その後、人間もユリナスを信奉していることを知ったことで態度を軟化させ、紆余曲折の末ビスカ村住人がユリナスの神殿を定期的に清掃するという条件で和解する。
また、熊に襲撃されて命を落としかけたボルディンを救ってもらったことでアストル個人とも打ち解け、以後はミノタウロス族側の心強い後援者として活動を支えてゆく。
アストルの活動でビスカ村以外の周辺地域の住民もユリナスの神殿を参拝するようになってきたことで人間に対する怒りも次第に薄れてゆき、アルメキアとの決戦ではザルバハムに逆らいヴァルリンゲン、ゴルギンらと共にアストル側陣営として参戦した。
ヴァルリンゲン
ギルディンゲンとは別の部族の頭目で、ギルディンゲン、ゴルギン、グネヴィアとは子供の頃から気心の知れた仲。真っ赤な体色と燃え上がる炎のような鬣が特徴的で、一族の者も同じく真っ赤な体色をしている。
豪快な性格のギルディンゲンよりも幾分冷静な性格だが彼以上に人間に対する憎しみは強く、かつて一族の縄張りにある神殿に入り込み脱糞する狼藉を働いた人間を探している。
他のミノタウロス族とともに、略奪を行うべくリガ女子修道院を襲撃し、修道女たちを人質に立てこもり身代金を要求する。ギルディンゲンの口利きでアストルとの人質交渉に臨み、神殿を汚した狼藉者を条件に人質解放に応じる。約束通り下手人のヒンカスとスコバコを連れてきたため宣言通り人質を解放し、二人にはきついお仕置きを食らわせた。
その後はアストルの人柄を認め、素直でない態度を取りながらも友好的に接するようになる。そして、アルメキアの差し金でザルバハムがアストルを殺害しようとしたことを機にアルメキアに反旗を翻し、ギルディンゲン、ゴルギンと共にアルメキア戦でアストル側に参戦した。
ゴルギン
ギルディンゲン、ヴァルリンゲンとも異なる別の部族の頭目。こちらは濃紺色の体色をしており、一族の者も同様の体色。
他2部族の頭目、グネヴィアとは子供の頃からの悪友。
刺客に襲われたアストルを救出し王都に戻る途上のベロニカ一行を襲撃し、略奪しようとしたところ、アストルがギルディンゲンから譲られた金の腕輪を見せて間に入ったのを見て、部下を制止する。
その後も自分はアストルに恩義はないからと言う理由で略奪を再開しようとするが、部下の一人が面白半分で言い出した「パイズリで連続射精したら見逃してやる」という提案にアストルが乗ったのを見て興味を持つ。
並外れた絶倫ぶりを見せつけたアストルに驚嘆し、アストルとその仲間に関しては安全を保証する旨を宣言し、略奪を中止して去っていった。
その後はギルディンゲン、ヴァルリンゲンと共にアストルの後援者となり、終盤のアルメキア戦でもアストル側戦力として加勢した。
大族長ザルバハム
9つの部族からなる部族連合の形を取るミノタウロス族たちをまとめる長老格のミノタウロス。他の部族長よりも高齢ではあるが、全盛期ほどではないものの今でもその屈強な肉体を維持している。
自分たちを化け物と呼び蔑む人間のことを憎んでおりリトヴィア王国へゲリラ攻勢を掛けているが、 実はアルメキアと結託しておりゲリラ攻撃もその一環である。
物語終盤、アルメキアの対リトヴィア宣戦布告に呼応しアルメキア側戦力として参戦するも、ギルディンゲンら3部族がアストルについて離反してしまった挙げ句、リトヴィア軍の奇策によっておびき出されて袋叩きにあう。
そこで他のミノタウロス族に紛れてリトヴィア側本陣に忍び込みリーゼルを人質にとって投降を迫るが、『3』のヒロインの一人コンスタンティアの子孫であるリーゼルに危害を加えようとしたことで図らずもユリナスとの誓いを破ってしまい、呪いによって部下ともども男性器を奪われてしまう。 最後は必死でリーゼルに許しを請ったことで無事男性器を取り戻し、リトヴィア側に無条件降伏させられるはめになった。
ゲーザ1世
リトヴィア王国に隣接するアルメキア王国の現国王。膨張主義を是とする野心家で、現在はリトヴィアへの侵略とセレスティアを娶ることを目標にミノタウロス族と組んでゲリラ攻勢を展開している。
ワイバーン
アルメキア王国宰相で、感情的になりやすいリンドルムに対し不気味なほど冷静である。
国王ゲーザ一世に対する忠義心は非常に強く、ゲーザ一世からも大きな信頼を寄せられている。
終盤対リトヴィア戦線の総司令官として出陣しアストルと対決。ミノタウロス族とダークエルフ族の戦力も加えた大軍団で襲いかかるも、土壇場でダークエルフたちを信用しきれなかったことでアストルに足元を掬われて緒戦に敗北する。さらにはグネヴィアにぶつけた辛辣な発言とアルメキア兵の見下した態度が仇となり、不満を爆発させたダークエルフたちが揃ってアストル側に寝返るという大打撃を受け、ついに完全敗北を喫する。
その後停戦協定を結びに来た際はアストルに対し「失脚を望む」と発言し、その才覚を認める態度を見せた。
リンドルム
アルメキア王国聖十字教会大司教を務める男で、ワイバーンと並び同国の政治のナンバー2の位置にある。権威主義者で、聖十字教会を絶対視するあまり、東方十字教会を邪教と見下す。

## 制作

### 企画・セッティング
鏡は2021年3月のBugBugとのインタビューの中で、ファンタジー世界の巨乳美女とサクセスストーリーというコンセプトは変わらないとしつつも、ユーザーからの期待が高く、それに応えられる作品でないとレベルの高いものを生み出せないという危機感があり、それを乗り越えるため、2つの要素を取り入れたと述べている。
まずは、最初から他国との関係を明確化することである。これはシリーズにおいて物語の舞台となる国と他国の関係に焦点があてられることで面白くなってきたことに由来する。
また、『1』と『2』の主人公がいずれも「エリート集団の中の落ちこぼれ」という設定だったため、戦争とは最も遠い世界の新米ということで主人公の職業は修道士に設定された。さらに、これらの作品とは異なる毛色を出したり、宗教や信仰をテーマとするため、東ヨーロッパをモチーフとすることにした。鏡は前述のインタビューの中で、物語の中で宗教を取り入れることはすごく難しいことだが、過去にブタペストへ旅行したことや、ルーマニアやハンガリーの歴史書を通じて東欧に対する知識を得たこと、そして修道士や正教会のことも調べていたのでたぶん大丈夫だろうと述べている。さらに、物語の複雑性を出すため、国家間との対立だけでなく、人間と異種族の対立も物語に組み込まれた。鏡は「修道士」「東ヨーロッパ」「隣国との関係」「異種族との関係」を組み込み、「異種族＝異教徒との関係」と「隣国との関係」を中心に据えた。一方、修道士に必須とされる観想 (テオリア)をシナリオ上で再現するのには苦労し、最終的には大森正樹の『観想の文法と言語』の熟読によって落とし込めたと述懐している。鏡はもう一つ苦労した点としてアストルたちの東方十字教とアルメキア王国ら聖十字教との対立の描写を挙げており、こちらはヘシカスト論争を理解することで解決に至った。
また、鏡は2020年代に入って「絆とともに生き抜く時代」に変わりつつあり、本作においてもチームで戦う場面がほかの作品より多くなったとインタビューの中で述べている。加えて、本作に登場する5人のヒロインのうち4人が射乳する場面を持っており、鏡は社会不安から母性の甘えたい人が多いだろうという感覚がそうさせたとしつつも、全員射乳にしてしまうと間口を狭めるかもしれないと話している。
各ヒロインのうち、リーゼルは好きな人にたくさん喜んでもらうことを望んでおり、料理とセックスがその手段として位置づけられている。セレスティアは女王という立場から、Hシーンでは作中で最も身分の高い人物とのセックスを感じられるように描写された。

### グラフィック
鏡はキャラクターのデザインについては原画家に任せているとしつつも、一部のキャラクターについてはインターネット上での検索が困難であることから参考資料を送ったと話している。
キャラクターデザイナーのうち、主人公のアストルをはじめとする多くのキャラクターを手掛けたQ-Gakuは、本作のデザイン作業を2019年11月ごろから開始した。事前に時代設定などを知らされていたQ-Gakuは、ラフデザインの作成に当たり「モブキャラクターの防具や衣装は他種族が製作にかかわったことを示すため、ファンシーなデザインにする」といったルールを定めていたため、そこまで苦労せず、ビジュアルもほぼ完成していたとBugBugとのインタビューの中で述べている。その後、一度シナリオの関係で中断し、2020年夏から徐々に作業を再開した際は、理解に苦しむようなパーツが多くて苦労したと振り返っている。
Q-Gakuの担当キャラクターのうち、リーゼルは町娘らしい純朴さを前面に出した一方、エルフの女王セレスティアは母性を感じさせる女王としてデザインされた。
また、Q-Gakuは、男性サブキャラクター4人も手掛けており、このうちオムルは厳格さを、バロシュは短気さを、スコバコは性悪さを、ヒンカスはうさん臭さを前面に出したデザインとなった。
さらに、Q-Gakuは本作のメインビジュアルのラフデザインも手掛けている。
一方、イシュトヴィアらを手掛けた深泥正は2019年末ごろに企画書の一部をもらい、2020年の春ごろに作業を開始したとインタビューの中で述べている。
深泥は、本作の時代設定や過去作品との違いを出すことについてはそこまで意識しておらず、何度か案を出して鏡からアドバイスをもらう形をとっていたとBugBugとのインタビューの中で話している。深泥の担当キャラクターのうち、イシュトヴィアは堅物の聖職者がHをするという背徳感を出すと同時に、深泥の好きな要素である眼鏡が取り入れられた。
また、只野あきらは2020年夏頃に作業を開始した。只野は2021年4月のインタビューの中で、作業の約95％ほど完了しており、その後に修正作業を控えていると述べている。
一方、只野あきらは自分が担当した女商人のベロニカの衣装のイメージの基準になるものがなくて苦労したと話している。また、ベロニカのデザイン案の中には、「行商先（中東）で購入したオリエンタルな衣装を身にまとっている」というものもあった。
なお、これまでと同様、本作にも暗殺者トリオが登場している。鏡はPeing-質問箱-に寄せられた質問に答える形で、名前の表示欄に「暗殺者A」「暗殺者B」「暗殺者C」と表示されるのが面白いのであって、特に名前は考えていないと述べている。

### 演技・キャスティング
鏡はイシュトヴィア役の風花ましろの演技について、Hシーンであっても修道女としての部分を保つことで、本物の修道女があえぐ感じになっていると評している。また、ベロニカ役の琴吹司の演技について、鏡は焦らしたり翻弄する感じがよくわかると評している。セレスティア役には汁系の演義を得意とする御苑生メイが起用された。一方、グネヴィアは自分が性的に魅力があると自覚していると同時に武人としての性格も混在していることから演じにくいキャラクターとされ、鏡は南十字いっせいが低い声でうまく演じてくれたと述べている。

## 評価
本作は、Getchu.comによる美少女ゲーム大賞2021のエロ部門の8位にランクインした。
『BugBug』2021年8月号に本作のレビューが掲載されている。レビュアーの「だんちょー」は、主人公は他人を思いやる優しい心と的確な考えの持ち主であるとし、作中に登場する異種族や異教徒への偏見のなさが強みであるとしている。そのうえで、主人公と敵対した末、改心して仲間となっていく彼らとの間に友情が育まれていく展開には爽快感があったと感想している。本作では、無類のパイズリ好きという主人公の設定から、基本的にはおっぱいを中心としてエッチシーンが描かれる。その点について「だんちょー」は、「本作のHは、ち○ちんを気持ちよく擦るのではなく、おっぱいを愛でたついでにち○ちんが気持ちよくなるイベント」と分析している。ギャグをベースにしつつ政治や宗教などの社会問題を盛り込んでまとめあげた技量には感嘆させられたと鏡を賞し、物語性とおっぱいフェチを兼ねそろえた本作は、巨乳やファンタジーものを愛好するユーザーであれば満足できるはずだとまとめている。

## 他作品とのかかわり
2022年にはオンラインゲーム『オトギフロンティア』にて、同作とのコラボシナリオ「巨乳消滅の危機 修道士アストルの異世界冒険譚」（6月5日～7月3日）と、「ロマン巨乳奪還 村人ディマイトを解放せよ」（6月18日～7月3日）が展開された。